# Don Goode
Pour les articles homonymes, voir Goode.
(en) Statistiques sur pro-football-reference
Donald Ray Goode plus communément appelé Don Goode (né le 21 juin 1951 à Houston) est un joueur américain de football américain.

## Lycée
Goode étudie à la Booker T Washington High School.

## Carrière

### Université
Il entre à l'université du Kansas, jouant avec l'équipe de football américain des Jayhawks.

### Professionnel
Don Goode est sélectionné au premier tour du draft de la NFL de 1974 par les Chargers de San Diego au quinzième choix. Après une saison de rookie le voyant jouer tous les matchs dont sept comme titulaire, il devient titulaire au poste de linebacker et intercepte sa première passe en 1975. La saison suivante, il fait la meilleure saison de sa carrière en interceptant six passes en quatorze matchs. En 1979, Goode perd sa place et devient remplaçant, entrant en fin de match.
En 1980, il intègre l'équipe des Browns de Cleveland où il ne rate aucun match de la saison 1981. Il disparaît du football professionnel après cette saison.

## Statistiques
En huit saisons en NFL, Goode aura joué 112 matchs dont quatre-vingt comme titulaire, fait dix interceptions et récupéré un fumble.